# Ar-Pharazôn
Ar-Pharazôn nebo také Ar-Pharazôn Zlatý byl dvacátým pátým a také posledním númenorejským králem ze světa J.R.R. Tolkiena.

## Děj
Po smrti svého strýce Tar-Palantíra byl vůdcem vzpoury, uchvátil žezlo a stal se králem. Také si proti númenorejskému právu vzal svojí sestřenici Tar-Míriel a přejmenoval ji na Ar-Zimraphel. Byl to jistě nejmocnější a nejpyšnější král Númenoru, který chtěl ovládnout celý svět. Vydal se proto do Středozemě, kde se se svým ohromným vojskem střetnul se samotným Sauronem. Ar-Pharazôn přistál se svým loďstvem v Umbaru a tam se Sauron pokořil. Ar-Pharazôn však udělal velkou chybu, když nechal Saurona odvézt na Númenor jako zajatce. Na Númenoru však Sauron Ar-Pharazôna očaroval a obrátil všechny Númenorejce kromě Věrných k uctívání temnoty. Sauron také královi radil, aby porušil Zápověď Valar, protože ten, kdo dosáhne Blažené říše Amanu, prý dostane věčný život. Ar-Pharazôn nakonec Saurona uposlechl a v roce 3319 druhého věku vyplul se svým loďstvem, i přes varování Valar, na západ k Amanu. Když však i se svý vojskem vstoupil na břeh, celé vojsko i Númenor pohltila voda. Celý svět byl změněn a Aman byl odstraněn z okruhu světa.
| Král Númenoru            | Král Númenoru | Král Númenoru          |
| ------------------------ | ------------- | ---------------------- |
| Předchůdce: Tar-Palantír | Ar-Pharazôn   | Nástupce: titul zanikl |